# Delfina Linck
Delfina Linck (n. en Buenos Aires el 29 de abril de 1950) es una escritora, economista, psicóloga y consteladora argentina. 

## Carrera
Se recibió de Licenciada en Economía, Ciencias Políticas y Psicología. Trabajó como economista durante 10 años, y luego, al recibirse de Licenciada en Psicología comenzó a desarrollarse como terapeuta y consultora, en simultáneo con su oficio literario.
Además, fue coordinadora de la Escuela de Mediación del Consejo Profesional de Ciencias Económicas y, en el Ministerio de Justicia de la Nación, directora de la especialización de Formadores de Mediadores.
Se formó como consteladora en el Centro Bert Hellinger con el propio fundador de las Constelaciones Sistémicas y sus discípulos directos de Alemania, México, Montevideo y Buenos Aires.
Luego se capacitó durante años con las distintas corrientes que enseñan a decodificar biológica y emocionalmente todos los síntomas y conflictos que padecen las personas, práctica que ha agregado hace tiempo a sus consultas.

## Obra
Escribió tanto ensayos como novelas, y también guiones cinematográficos y televisivos.
- Dependencia y autonomía (1973, junto a Guillermo O'Donnell).[1]
- Para morir tranquilo (1993, cuentos).[2]
- Te busca y te nombra (1994, novela).[2]
- Mediación: transformación en la cultura (1996, en conjunto).[1]
- El valor de la mediación (1997).[1]
- Hijos de alguien (1998, novela).[1]
- Libre albedrío (1999, novela).[1]
- El capricho (2001, novela).[2]

## Premios y distinciones
- 1998 Mención especial, Premio Clarín de Literatura por Hijos de alguien.[1]
- 1999 Nominada al Premio Planeta por Libre albedrío.[1]